# Mathias Metternich

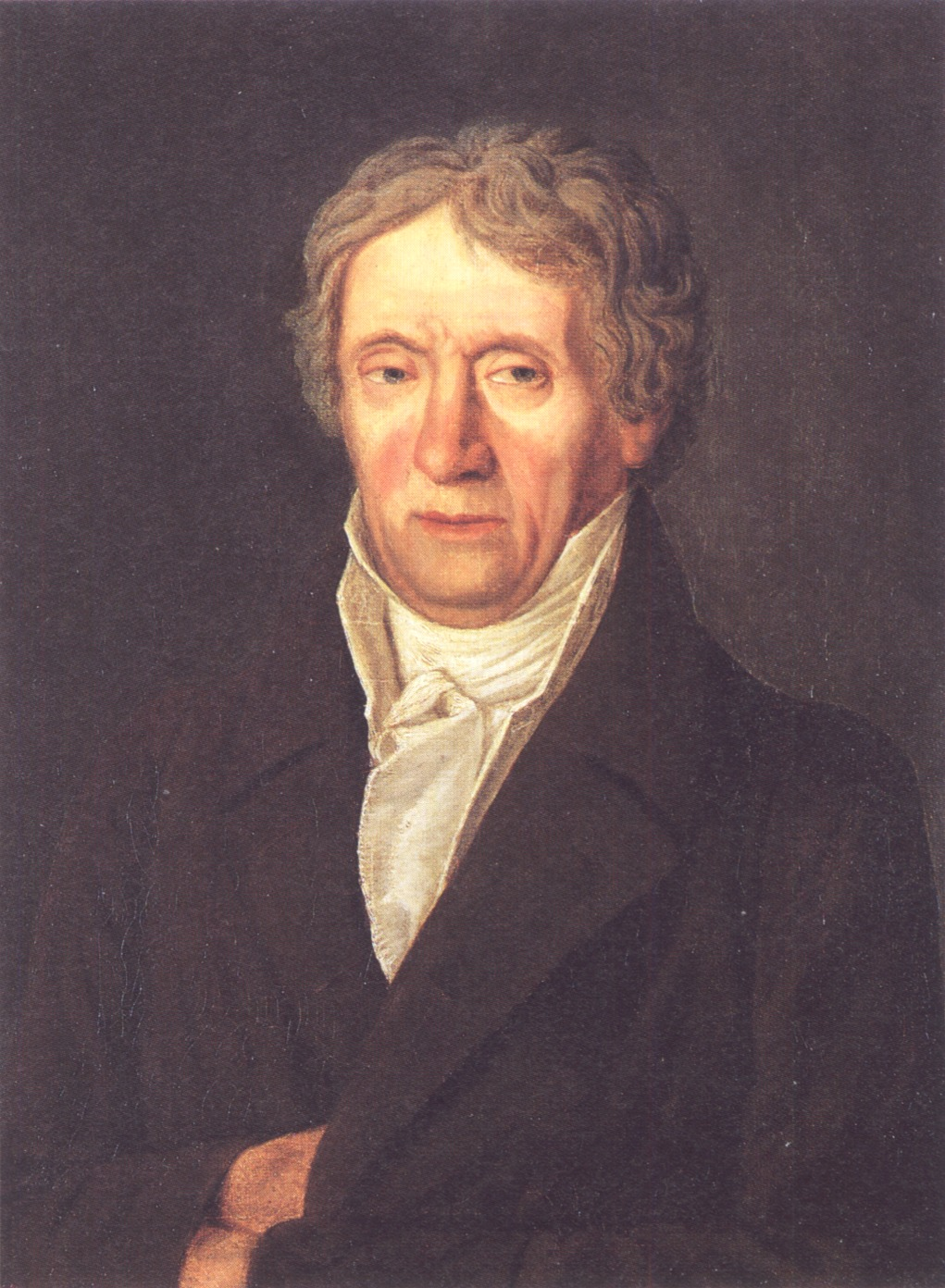
Mathias Metternich (undatiertes Ölgemälde von Johann Kaspar Schneider)

Mathias Metternich (* 8. Mai 1747 in Steinefrenz, Kurfürstentum Trier; † 28. Oktober 1825 in Mainz, Großherzogtum Hessen) war Mathematiker sowie revolutionärer Politiker und Publizist.
Metternich war Professor für Mathematik und Physik an der Kurfürstlichen Universität zu Mainz. Seine Studien, bei denen er zum Doktor der Philosophie promoviert wurde, betrieb er an der Kurfürstlichen Universität in Mainz und später an der Universität Göttingen, wo er unter anderem Student bei Abraham Gotthelf Kästner und Georg Christoph Lichtenberg war.
Spätestens ab 1789 sympathisierte er mit den Ideen der Französischen Revolution und betätigte sich im folgenden Jahrzehnt vornehmlich als revolutionärer Politiker und Publizist in Mainz und Südwestdeutschland. So war er im Oktober 1792 Mitbegründer des überregional einflussreichen Mainzer Jakobinerklubs und einer der bedeutendsten Klubisten der Mainzer Republik 1792/93. 1793 war Metternich kurzzeitig Vizepräsident des Rheinisch-Deutschen Nationalkonvents, des Parlaments der Mainzer Republik.
Trotz Metternichs zahlreich publizierter Werke als Mathematiker und Physiker wird in der Rezeption seines Lebenswerks vornehmlich seine Rolle als revolutionärer Politiker und Publizist während der 1780er und 1790er Jahre gewürdigt.

## Leben

### Herkunft und Ausbildung
Mathias Metternich wurde im nahe bei Montabaur im Westerwald liegenden kurtrierischen Steinefrenz geboren. Die Familie Metternich, die nicht mit dem gleichnamigen rheinländischen Adelsgeschlecht von Metternich verwandt war, lebte dort als eine seit dem 17. Jahrhundert ansässige Bauernfamilie, die über mehrere Generationen das Amt des Ortsvorstehers ausübte und damit zum kleinbürgerlich-bäuerlichen Milieu gehörte. Gefördert wurde der junge Metternich durch einen adeligen Gönner, ein Mitglied der kurtrierischen Grafenfamilie von Walderdorff, der gleichzeitig auch Amtmann in Montabaur war. Wahrscheinlich handelte es sich um Carl Anton von Walderdorff, der Oberamtmann in Montabaur war. Metternich wurde damit der Besuch des Jesuitengymnasiums in Hadamar ermöglicht. Anfang der 1770er Jahre kam er mittellos, aber mit einem Empfehlungsschreiben seines adligen Gönners nach Mainz. Sein anfänglich einfaches bäuerliches Erscheinungsbild wurde nach 1793 Gegenstand einer gegen Metternich gerichteten politischen Kampagne. Der Chronist Anton Joseph Hoffmann verspottete Metternich als „bäuerlich-plebejische Kanaille“ und schrieb weiter: „… bey seiner Ankunft in Mainz (waren) seine Schuhe mit Kortel zusammengebunden und seine Füße mit alten zerlumpten Leinengewande umwickelt und den oberen Teil seines Körpers mit einem äußerst elenden Bauerwammes (bedeckt)“. Trotzdem war Metternich 1771/1772 Volksschullehrerkandidat für das „Normalinistitut“ (Normalschule), die Institution im kurfürstlichen Mainz, die für die Lehrerausbildung zuständig war. 1773/1774 war er nach erfolgreicher Ausbildung Elementarschullehrer an der Pfarrschule St. Emmeran und St. Quintin. 1774 starb der reformfreudige und liberale Kurfürst Emmerich Joseph von Breidbach zu Bürresheim und es kam unter seinem Nachfolger, Friedrich Karl Joseph von Erthal, in Mainz zu der „Antireform-Kampagne“. Die Normalschule wurde von den kurfürstlichen Behörden kurzzeitig geschlossen, vorherige Reformen teilweise zurückgesetzt. Wie einige andere Lehrer verlor auch Metternich seine Stelle als Lehrer. Indizien deuten darauf hin, dass sich Metternich bereits damals politisch betätigte und seine Entlassung mit seinem Engagement zusammenhing. Ab 1780 übte Metternich allerdings wieder eine Lehrtätigkeit im Fach Mathematik an der Normalschule aus.
Nach 1775, möglicherweise erst ab 1780, studierte Metternich zusätzlich an der Universität Mainz Mathematik. Ab 1784 setzte er an der Universität Göttingen seine Mathematik- und Physikstudien fort. Dort war er Schüler Abraham Gotthelf Kästners und Georg Christoph Lichtenbergs, die zu dieser Zeit sowohl als Kapazitäten auf den Gebieten Mathematik und Physik als auch als fortschrittliche Aufklärer im Rahmen der Göttinger Kant-Schule galten. Für das Jahr 1786 ist eine Promotion über das Thema Reibung an der kurmainzischen Universität zu Erfurt bekannt. Metternich wurde zum doctor philosophiae promoviert.
Nach seiner Promotion wurde er 1786 neben Rudolf Eickemeyer zum außerordentlichen Professor für Mathematik und Physik an die kurfürstliche Universität Mainz berufen, wo er der Philosophischen Fakultät angehörte. Ab 1786 war Metternich auch Mitglied der Erfurter Akademie gemeinnütziger Wissenschaften und beschäftigte sich im Rahmen seiner Mitgliedschaft mit naturwissenschaftlichen Studien.

### Tätigkeit als Universitätsprofessor
Über die ersten Jahre als Universitätsprofessor ist wenig bekannt. Metternich trat der Gruppe der Mainzer Illuminaten bei und war außerdem Mitglied der Mainzer Gelehrten Lesegesellschaft, einer für die Aufklärungszeit typischen Institution. Dort entstand bereits ein intensiver Gedankenaustausch zu anderen Mitgliedern der Lesegesellschaft, wie Felix Anton Blau oder Anton Joseph Dorsch, die später ebenfalls als Jakobiner Karriere machten. Auch Rudolf Eickemeyer lernte er bei diesen Zusammenkünften kennen. Zu Beginn seiner Tätigkeit als Universitätsprofessor und später, nach seinem Rückzug aus dem öffentlichen Leben, widmete er sich der Publikation von Fachbüchern zu mathematischen Themen. Mit der Abhandlung Von dem Widerstande der Reibung gewann er bereits 1789 den Preis der Societas Jablonoviana. Seine ersten Werke vor 1792 sind noch dem Kurfürsten von Mainz, seinem „… hochwürdigsten Fürsten und Herrn …“, gewidmet.
Bereits ab 1789 sympathisierte Metternich mit den Gedanken und Zielen der Französischen Revolution. Er traf sich regelmäßig mit gleichgesinnten Oppositionellen in einem weiteren Zirkel. Auch in der Gelehrten Lesegesellschaft gab er sich nun offen als Revolutionsanhänger zu erkennen. Als diese sich 1791 aufgrund inhaltlicher Differenzen ihrer Mitglieder zu Fragen der Französischen Revolution spaltete, waren Metternich und sein Kollege Andreas Joseph Hofmann federführend bei der Aufteilung der Lesegesellschaft in eine Aristokratische und eine Demokratische Lesegesellschaft.
Metternich verbreitete zu dieser Zeit offen revolutionäres Gedankengut bei seinen Studenten, genauso wie die Universitätsprofessoren Hofmann und Georg von Wedekind. Trotz Denunziation und Anklage bei der kurfürstlichen Obrigkeit hatte dies aber keine Folgen für Metternich.

### Politische Aktivitäten 1792/1793

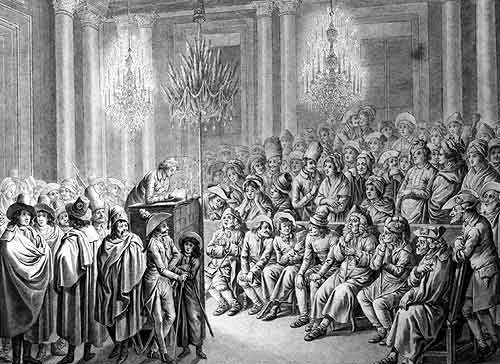
Versammlung des Mainzer Jakobinerklubs

Bereits Tage vor dem Einzug der französischen Armee am 21. Oktober 1792 trug Metternich durch Anstecken einer blau-rot-weißen Kokarde seine Gesinnung öffentlich zur Schau. Zusammen mit seinem Kollegen Wedekind und dem Hofgerichtsrat Hartmann führte er am 3. November 1792 einen Zug Gleichgesinnter durch Mainz und errichtete einen Freiheitsbaum. Mit der Flucht des Kurfürsten nach Aschaffenburg und dem Einzug der französischen Truppen trat Metternich zunehmend als Politiker vor und während der kurzlebigen Mainzer Republik in den Vordergrund.
Metternich war einer der führenden Mainzer Jakobiner und gehörte damit der Gruppe von Anhängern der Revolution innerhalb und außerhalb Frankreichs an, die sich nach dem Kloster Saint-Jacques in Paris nannten. Er versuchte, mit einer Vielzahl von Reden, Flugschriften und einer eigenen Zeitung, dem Bürgerfreund, auch die Öffentlichkeit zu erreichen. Der Bürgerfreund erschien zweimal in der Woche; sie sollte den Menschen in allgemeinverständlicher Sprache Ziele und Gedanken der Revolution nahebringen und war gleichzeitig eine Agitationsplattform gegen das Ancien Régime. Die Zeitung erschien mit ihrer ersten Ausgabe bereits am 26. Oktober 1792, also kurz nach dem Einmarsch der französischen Truppen. Die letzte Ausgabe kam am 16. April 1793 heraus.
Durch eine Initiative des Wormser Theologen, Kirchenrechtler und ehemaligen Universitätsprofessor Georg Wilhelm Böhmer angeregt, gründete er zusammen mit Wedekind, dem Kaufmann Patocki, Hofmann und circa 15 anderen Anwesenden, vornehmlich aus dem Mainzer Universitätsumfeld, den Mainzer Jakobinerklub, dessen Präsident er von Februar bis April 1793 war. Im März 1793 vertrat er Georg Forster als Vizepräsident des Rheinisch-Deutschen Nationalkonvents, des Parlaments der Mainzer Republik. Zudem war er Mitglied der Mainzer Munizipalität (Dezember 1792) und der zweiten Administration im französisch besetzten „Mayence“ (März 1793). Auch war sich Metternich nicht zu schade, den Kontakt zu der einfachen Bevölkerung zu suchen. Als führendes Mitglied des Jakobinerklubs und „Abstimmungskommissar“ besuchte er Ende Dezember 1792 zusammen mit anderen bekannten Jakobinern wie beispielsweise dem Mediziner Jacob Fidelis Ackermann Ortschaften rund um Mainz. Dort warb er für die Ideen der Französischen Revolution sowie konkreter für die Errichtung einer Republik nach Pariser Vorbild und die Annahme der fränkischen Konstitution. Die Stimmung in vielen Mainzer Vororten, die im Spätherbst 1792 noch überwiegend „revolutionäre Kirchweihfeste“ mit aufgestellten Freiheitsbäumen gefeiert hatten, hatte sich jedoch aufgrund des politischen Alltags verändert. Durch das Dekret des Pariser Konvents vom 15./22. Dezember 1792 trat an die Stelle der Selbstbestimmung der Zwang zur Freiheit. Dies bekam auch Metternich auf seinen Besuchen Ende 1792/Anfang 1793 zu spüren. Vielerorts wie beispielsweise in den Dörfern Bodenheim, Finthen und dem benachbarten Gonsenheim weigerten sich Dorfbewohner, vor ihm und den anderen Kommissaren für die Annahme der neuen fränkischen Ordnung und gegen das Ancien Règime zu schwören, und es kam zu Repressalien gegen die Bevölkerung.

### Metternichs Leben und Wirken nach der Rückeroberung von Mainz 1793

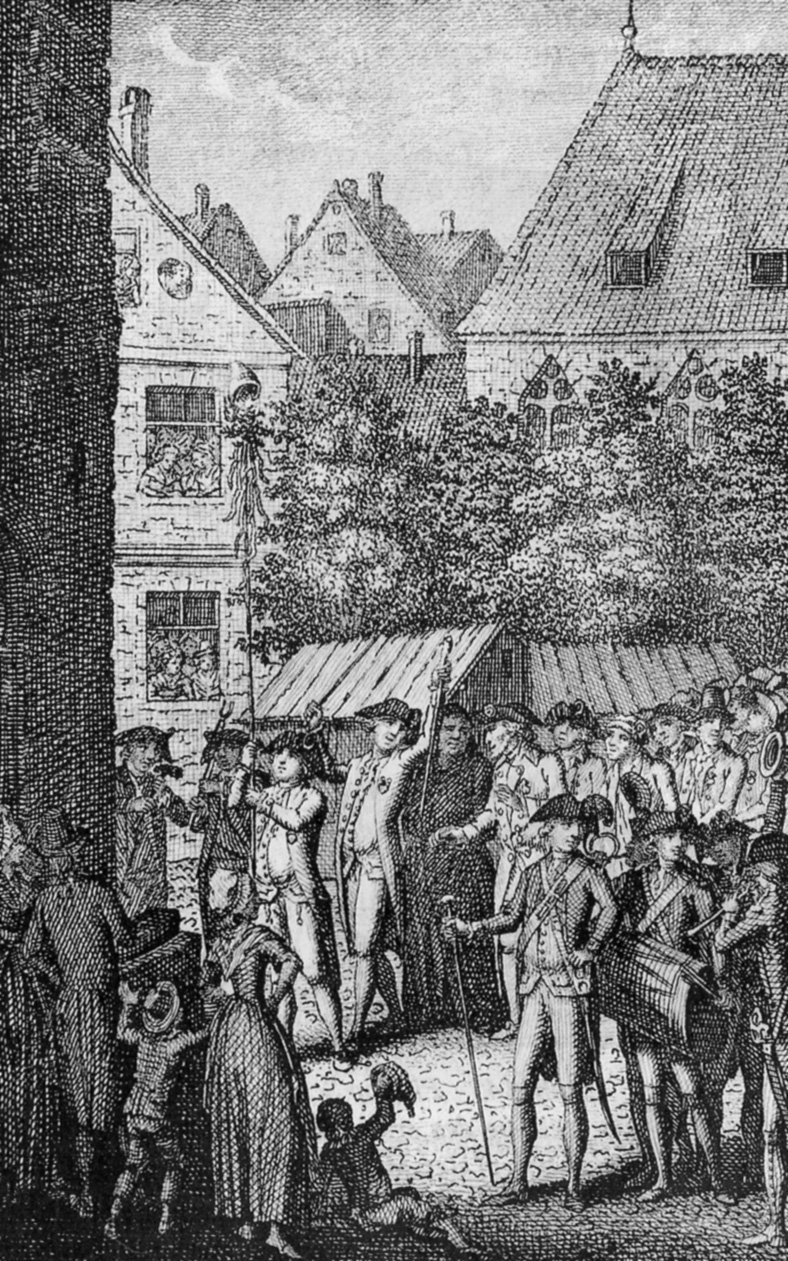
Freiheitsumzug am 3. November 1792

Die Rückeroberung von Mainz durch preußische Truppen und die damit verbundene Auflösung der Mainzer Republik waren ein Wendepunkt in Metternichs Leben. Metternich wurde am 23. Juli 1793 nach einem gescheiterten Fluchtversuch verhaftet. Er wurde misshandelt, des Hochverrats angeklagt und zur Haft auf die Festung Ehrenbreitstein verbracht. Während des französischen Vorstoßes im Februar 1794 wurde er aus Sicherheitsgründen zeitweise auf der Festung Petersberg in Erfurt inhaftiert. Als man ihn im Februar 1795 freiließ, wurde er nach Frankreich abgeschoben. Dort bemühte er sich – wohl vergeblich – um eine Rente von 300 Livres als politischer Flüchtling, die ihm aufgrund seiner politischen Tätigkeiten in Mainz 1792/1793 zugestanden hätte. Durch die Protektion des Direktoriumsmitglieds Jean François Reubell, den er seit dessen Aufenthalt in Mayence Anfang 1793 persönlich kannte, erhielt er jedoch Ende März 1795 eine Anstellung als Beamter in der Verwaltung der Quecksilberminen im besetzten linksrheinischen Gebiet. In dieser Zeit hielt Metternich engen Kontakt zu anderen deutschen Exilanten in Paris und zu Jakobinern in den Städten Köln und Bonn.
Politisch engagierte er sich weiterhin mit der Herausgabe von revolutionsfreundlichen Schriften und Zeitungen. Die ab dem 21. Januar 1796 in Straßburg publizierte Zeitung Rheinische Zeitung war ein Gemeinschaftsprojekt von Metternich und Christoph Friedrich Cotta, ebenfalls einem Mainzer Emigranten. Die Zeitung wurde bereits am 30. Juni 1796 wieder eingestellt, da sowohl Metternich als auch Cotta Straßburg verließen, um sich im Südwesten Deutschlands an Vorbereitungen zu einem Aufstand zu beteiligen. Dieser sollte die französische Partei im Rahmen des „Süddeutschen Feldzugs“ unterstützen, der während der Kämpfe der Ersten Koalition stattfand. Möglicherweise war Metternich zu diesem Zeitpunkt auch konspirativ für die Franzosen auf dem Reichsgebiet tätig und hatte als französischer Unterkommissar Kontakt zu dem ihm persönlich bekannten Rudolf Eickemeyer, der sich zu diesem Zeitpunkt bei der Armee Jean-Victor Moreaus aufhielt. Als er im Oktober 1796 bei Frankenthal einer österreichischen Reiterpatrouille der Reichstruppen in die Hände fiel, wurde er sofort verhaftet. Nachdem man ihn am 12. Oktober 1796 in Mainz auf dem Schlossplatz öffentlich zur Schau gestellt hatte, blieb er bis zum April 1797 als Geisel relativ unbehelligt in Festungshaft. Seine Freilassung erfolgte gemäß Artikel 9 der am 18. April abgeschlossenen Leobener Präliminarien, der die Freilassung Gefangener beider Seiten regelte. Sie führten im Oktober des Jahres zum Frieden von Campo Formio. Metternich betätigte sich nochmals politisch, als er 1797/1798 in Bingen die Cisrhenanische Bewegung mit Aufrufen und der Herausgabe verschiedener Zeitungen wie beispielsweise der Politischen Unterhaltungen am linken Rheinufer unterstützte. Metternich galt mit Joseph Görres in Koblenz, Michael Venedey in Aachen und Franz Gall in Bonn als einer der prominentesten und engagiertesten Unterstützer der Cisrhenanenbewegung. In einem anonymen, Metternich aber bereits Mitte des 19. Jahrhunderts zugeschriebenen und im Rheinland weit verbreiteten Flugblatt wandte er sich An die Bewohner des linken Rheinufers:

„Drei Jahre schon bluten wir an den traurigen Folgen eines verheerenden Krieges, in den uns die Dummheit und Raubsucht Größerer, die abentheuerliche Ruhmsucht kleinerer Fürsten und der Geiz schlechter Minister und Maitressen gestürzt haben. Gleich anfangs der französischen Revolution fürchteten die Fürsten ihre Alleinherrschaft zu verlieren. Der Adel aller Länder, der an Höfen und auf seinen Schlössern der Adel sage ich, der von eurem Schweiße schwelgte, der sich überall Steuern und Abgaben frei erklärte, fürchtete den Verlust seines Wohllebens, und der sogenannten hohen Vorrechte. Die Geistlichkeit, welche sich von euren Zehnden, von euren Gütern, die sie euren Vorältern abschlichen, mästen und sich bis ans Ende der Welt zu mästen gedenkt; schrien euch zu, man wolle euch euren Gott, eure Religion nehmen. Durch diesen Betrug suchten euch diese Menschen in ihrer Unterwürfigkeit zu erhalten; unter diesem Vorwande nahmen auch die Fürsten eure Söhne zu Soldaten, beraubten alte Eltern ihrer letzten Stütze, und gebrauchten sie schändlich, um euch zu unterdrücken, um euch unter ihrem Joche und unter dem Joche des Adel und der Geistlichkeit zu halten, unter diesem Vorwande nahmen sie euch euer Geld, schwelgten davon, und führten damit Kriege gegen euch selbst.“

Diese Schrift gilt als bedeutendstes Dokument aus der Konstitutionsphase der Cisrhenanischen Bewegung dieser Zeit.
Als am 30. Dezember 1797 „Mayence“ zum vierten Mal französisch wurde, kehrte Metternich im Januar 1798 zurück. Bereits im Februar des Jahres trat er eine Professorenstelle für Mathematik an der von ihm mitgeplanten Mainzer Zentralschule, der Nachfolgeeinrichtung der Kurfürstlichen Universität, an und lehrte dort Mathematik und Experimentalphysik. Metternich engagierte sich sofort neben seiner Lehrtätigkeit auch in der Administration. So wurde er ab Februar 1798 Mitglied und Archivar der neu geschaffenen Zentralverwaltung in Mainz. 1799 übernahm er das Amt des Polizeichefs und war ab Juni 1799 zusammen mit dem Franzosen d’Aigrefeuille Vorsteher des Denunziationsbüros der französischen Administration. Bis März 1800 war er außerdem noch Mitglied der Départementsverwaltung des Département du Mont-Tonnerre.
Gemeinsam mit den anderen Mainzer Jakobinern Friedrich Lehne, Abraham Lembert und Joseph Schlemmer war er Mitherausgeber und Redakteur der Zeitung Der Beobachter vom Donnersberg, einer der führenden Zeitungen im neu entstandenen Département du Mont-Tonnerre. Sie erschien vom 20. Mai 1798 bis zum 20. Dezember 1801. Nach seiner Demission bei der Départementsverwaltung im Frühjahr 1800 und mit dem Beginn von Napoleons Herrschaft zog sich Metternich aus dem öffentlichen politischen Leben zurück. Er widmete sich vornehmlich seiner Lehrtätigkeit an der Zentralschule (ab 1803 Lyzeum), die er mindestens bis 1809 ausübte. Nach seinem Biographen Keller führte er diese „bis in das hohe Alter“ aus. Schubring stellt in seinen Werken zur Verknüpfung Metternichs politischer mit wissenschaftlicher Tätigkeit allerdings fest, dass Metternich nach 1809 keine Dozententätigkeit unter französischer Administration mehr wahrnahm. Er schrieb wieder Fachbücher zu mathematischen und physikalischen Themen. Bis zu seinem Lebensende hielt er jedoch den Kontakt zu anderen ehemaligen Jakobinern, vor allem zu Georg von Wedekind, aufrecht.

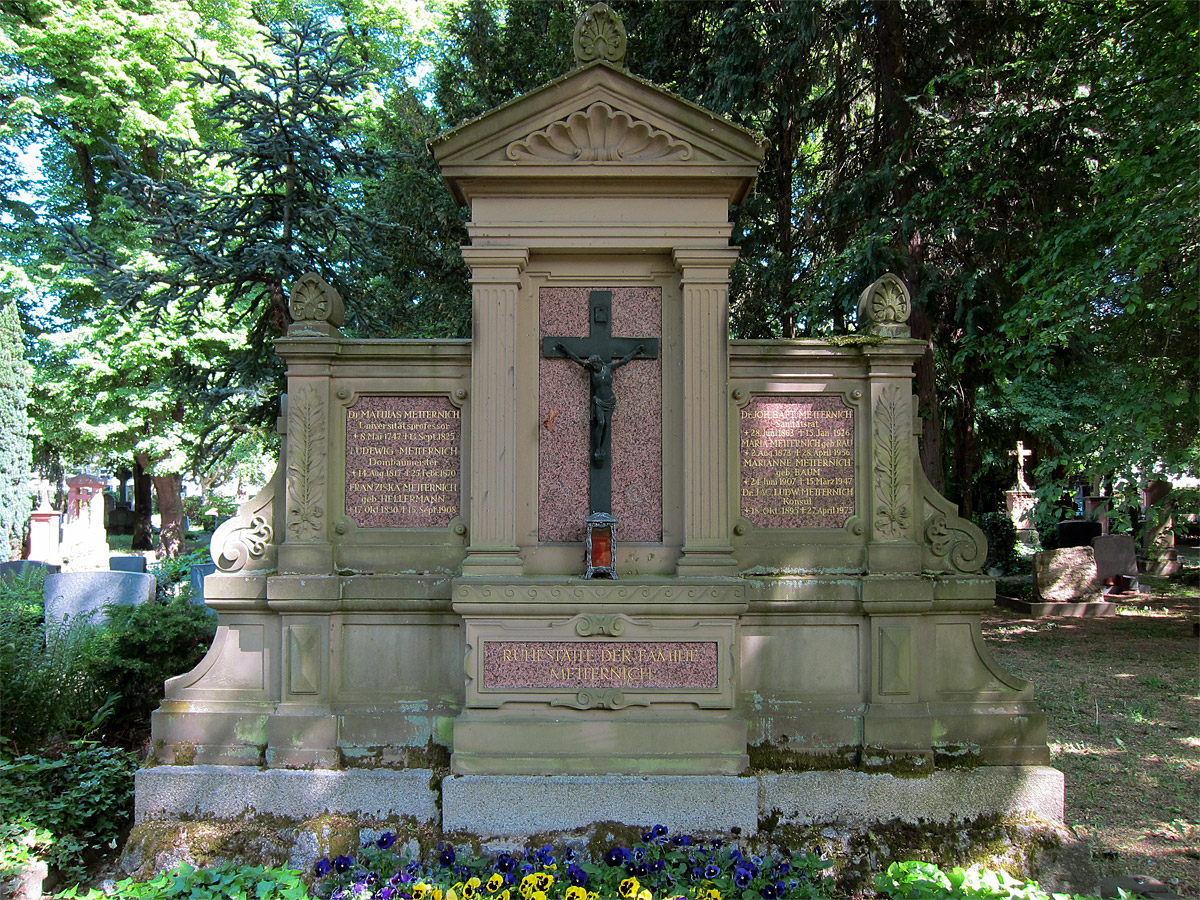
Grabstätte der Familie Metternich

### Privatleben
Metternich heiratete erst spät. 1808 ehelichte er Sophie Friederike Treffz (1773–1846), mit der er zwei Söhne und zwei Töchter hatte. Sein erster Sohn, Germain Metternich, wurde 1811 geboren. Er war ab der späteren Vormärzzeit ebenso wie sein Vater politisch aktiv. Germain Metternich betätigte sich in den 1830er und 1840er Jahren als Revolutionär und nahm sowohl am Hambacher Fest wie auch an verschiedenen Kämpfen der Deutschen Revolution 1848 und 1849 teil. Sein zweiter Sohn, Ludwig Metternich, wurde 1817 geboren. Dessen Taufpate war Ludwig I., Großherzog von Hessen-Darmstadt. Dieser war Metternichs Logenbruder, nachdem dieser durch Vermittlung von Georg von Wedekind 1816 in die Darmstädter Freimaurerloge Johannes der Evangelist zur Eintracht eingetreten war.
Mathias Metternich starb am 28. Oktober 1825 in Mainz und liegt auf dem Hauptfriedhof Mainz begraben, wo das Familiengrabmal noch existiert.

## Politische Ansichten
Metternichs politische Einstellung ab den späten 1780er Jahren war durch mehrere unterschiedliche Faktoren geprägt. Aufgrund seiner eigenen sozialen Herkunft aus dem kleinbäuerlichen Milieu waren ihm die Lebensverhältnisse und Nöte des einfachen Volkes im Ancien Régime des späten 18. Jahrhunderts gut bekannt. Dazu kamen noch seine gesellschaftlichen Erfahrungen zu Beginn seiner Studienzeit in Mainz. Metternich, sozialer Außenseiter im Kreis der Mainzer kurfürstlichen Bildungsgesellschaft, dürfte dem Spott und der Verachtung der höhergestellten Adligen und Bürger ausgesetzt gewesen sein.
Seine Mitgliedschaft bei den Mainzer Illuminaten und seine Studien im aufklärerisch geprägten Göttingen waren ebenfalls für eine weitere Ausprägung und Verfeinerung seiner politischen und sozialen Einstellung im Sinne der Aufklärung verantwortlich. Keller sieht gerade durch den Kontakt zu Lichtenberg und Kästner, den Vertretern der Göttinger Kant-Schule, eine Beeinflussung Metternichs und eine Erweiterung seines Horizonts für politische und philosophische Themen gegeben.
Letztendlich führte dies bei ihm zu einer hohen und konsequenten Akzeptanz der Grundgedanken der Französischen Revolution, die sich in der Erklärung der Menschen- und Bürgerrechte manifestierten. In der Hochzeit seiner politischen Aktivitäten (1792 bis 1800) vertrat Metternich diese Grundziele der Revolution, wo er nur konnte. In seiner Zeitung Der Bürgerfreund stellte er beispielsweise vom 2. November 1792 bis 30. Januar 1793 alle 17 Artikel der Erklärung der Menschen- und Bürgerrechte als Fortsetzungsreihe vor. Als Kommunikationsform wählte er dabei, nachdem anfangs Kritik an seiner trockenen Gelehrsamkeit aufgekommen war, zur anschaulicheren Darstellung die Dialogform und arbeitete zudem mit Namensmetaphern sowie fiktiven Gesprächsrunden und Personen des einfachen Volks. Dabei bediente er sich einer Argumentation, die zwar der bäuerlichen Denkweise folgte, aber zusätzlich auf Elemente des Naturrechts und der (früh)christlichen Ethik pochte. Metternich bezog auch zu vielen einzelnen politischen Punkten deutlich Stellung. Zur Frage der Gleichheit, eines der Schlagworte der Revolution (Egalité), schrieb er beispielsweise im Bürgerfreund:

„Wenn man arbeitsam und sparsam ist, so besitzt man zwo Hauptbürgertugenden, und diese Tugenden machen gewöhnlich reich; und wenn man nun das Gut und Geld, welches die Tugend erwarb, wieder wegnehmen wollte, ja das wäre die Tugend beleidigt, und also ein Laster. Es hätte auch die Folge, daß kein mensch mehr arbeite und sparen würde; das wäre dann eine abscheuliche Gesellschaft auf der Welt, wo man hungern oder steheln musste.“

Wie viele andere deutsche Jakobiner war Metternich weit davon entfernt, eine Gleichheit des Besitzes zu fordern. Vielmehr zeigte sich hier sein liberales Verständnis des Begriffs. Sein Ziel war es, politische Rahmenbedingungen zu schaffen, durch die Menschen ihre politische Freiheit genießen und sich am besten gemäß ihren natürlichen Begabungen entwickeln können.
Seine tief verwurzelte ursprüngliche jakobinische Überzeugung vertrat er letztmals in seiner Rede zum 10. Jahrestag der Revolution 1799 vor größerem Publikum. Am 18. Juni 1799 kam es zum Sturz der unpopulären und korrupten Regierung in Paris (Revolution vom 30. Prairial). Die republikanische Opposition („Neojakobinismus“), zu der auch Metternich gezählt werden konnte, gewann auch in Mayence wieder die Oberhand. Mit Joseph Lakanal wurde ein politischer Gesinnungsgenosse Metternichs Generalkommissar in Mayence. Bei den Feierlichkeiten auf dem Marktplatz hielt Metternich seine Rede am Feste des vierzehnten Julius in Mainz. Mittlerweile hatte sich die politische Lage seit Beginn der Revolution nachhaltig verändert. An die Stelle der Interessen des einfachen Volkes, Träger der Revolution 1789, die auch Metternich unermüdlich vertreten hatte, waren seit einigen Jahren die des Großbürgertums und der Kaufleute getreten. Metternich rief seinen Zuhörern mit einem zeitlichen Abriss der Revolutionsgeschichte die Ereignisse der letzten zehn Jahre seit dem Sturm auf die Bastille ins Gedächtnis, beschwor nochmals die Ideale und Ziele der ursprünglichen Revolutionsbewegung und prangerte die aktuellen Missstände scharf an. Dabei verwendete er viele Kritikmuster, die er vormals gegen das Ancien Régime benutzt hatte, und attackierte nunmehr das entstehende Großbürgertum. Der Staatsstreich des 18. Brumaire VIII und die nachfolgende politische Entwicklung machten Metternich aber klar, dass die Zeit der Jakobiner endgültig zu Ende war. Im Frühjahr 1800 beendete er seine politische Laufbahn.

## Der Mathematiker Metternich
Metternich war neben Johann Georg Tralles, mit dem er möglicherweise zusammen in Göttingen studierte, der einzige politisch aktive Mathematiker in der Zeit der Französischen Revolution. Auf französischer Seite standen dagegen zahlreiche bekannte Mathematiker wie Pierre-Simon Laplace, Lazare Carnot oder Gaspard Monge, der als Marineminister der Republik das Todesurteil an König Ludwig XVI. vollstrecken ließ.
Wie Metternichs Biograph Keller darlegt, gründeten Metternichs politische Ansichten auf eigenen Erfahrungen als Sohn einer bäuerlichen Familie im Feudalsystem des 18. Jahrhunderts. Im Rahmen seiner Lehrtätigkeit, erst in einer Elementarschule und später als Universitätsprofessor, brachte er seinen Schülern und Studenten neben mathematischen und physikalischen Inhalten auch seine politischen Ansichten nahe. Relativ unberührt davon blieb sein Wirken als Mathematiker. Metternich eignete sich die Grundkenntnisse der Mathematik und Physik wahrscheinlich autodidaktisch an. Die Ernennung zum außerordentlichen Professor an der Universität Mainz war somit wahrscheinlich eher der zeitweiligen kurfürstlichen Aufklärungspolitik als seinen zu dieser Zeit vorhandenen wissenschaftlichen Fähigkeiten geschuldet. Nach seinen Göttinger Studien vertiefte sich jedoch Metternichs Qualifikation als Wissenschaftler und er begann, sich mit grundsätzlichen Problemen der Mathematik zu beschäftigen. 1787 wurde sein nunmehr fachlich fundiertes Engagement als Wissenschaftler und Professor mit einer ordentlichen Professur an der Universität Mainz honoriert. Zu diesem Zeitpunkt hatte Metternich bereits mehrere Lehrbücher veröffentlicht; seine Tätigkeit als wissenschaftlicher Autor kam jedoch aufgrund seiner politischen Tätigkeit bis kurz nach 1800 zum Erliegen. Mit der deutschen Übersetzung des französischen Lehrbuchs Élements d’algèbre von Sylvestre Lacroix widmete sich Metternich wieder der wissenschaftlichen Publizistik. Da er allerdings mit Lacroixs Haltung zu negativen Zahlen nicht übereinstimmte, kommentierte er die Übersetzung mit eigenen kritischen Fußnoten und fügte später sogar eigene, Lacroix widersprechende Kapitel ein, die seine wissenschaftliche Sicht darlegen sollten. Seinem wissenschaftlichen Biographen Schubring zufolge hatte diese offensichtliche Missachtung der offiziellen französischen Lehrmeinung allerdings Konsequenzen. Metternich wurde nach 1809 nicht mehr als Dozent am Imperial Lycée Mayence und damit im französischen Schuldienst geführt. Eine Bewerbung als Professor an der geplanten Université Mayence wurde offenbar nicht berücksichtigt. Metternich fand danach keine Anstellung als Dozent mehr.
Einen gewissen Bekanntheitsgrad erlangte Metternich nach 1815, als er sein Werk Vollständige Theorie der Parallellinien vollendete. Sein Werk, das noch komplett in der Euklidischen Geometrie wurzelte, wurde ausgiebig und konstruktiv-kritisch von Carl Friedrich Gauß und Friedrich Ludwig Wachter besprochen. Dies führte zu einer längeren Überarbeitung des Werks durch Metternich, das 1822 in einer vollkommen umgearbeiteten zweiten Auflage erschien. Die späteren Arbeiten von Gauß, János Bolyai und Nikolai Iwanowitsch Lobatschewski führten jedoch zur Etablierung der Nichteuklidischen Geometrie und Metternichs Arbeit, die sich nun als nicht mehr wissenschaftlich aktuell erwies, geriet in Vergessenheit.

## Rezeption

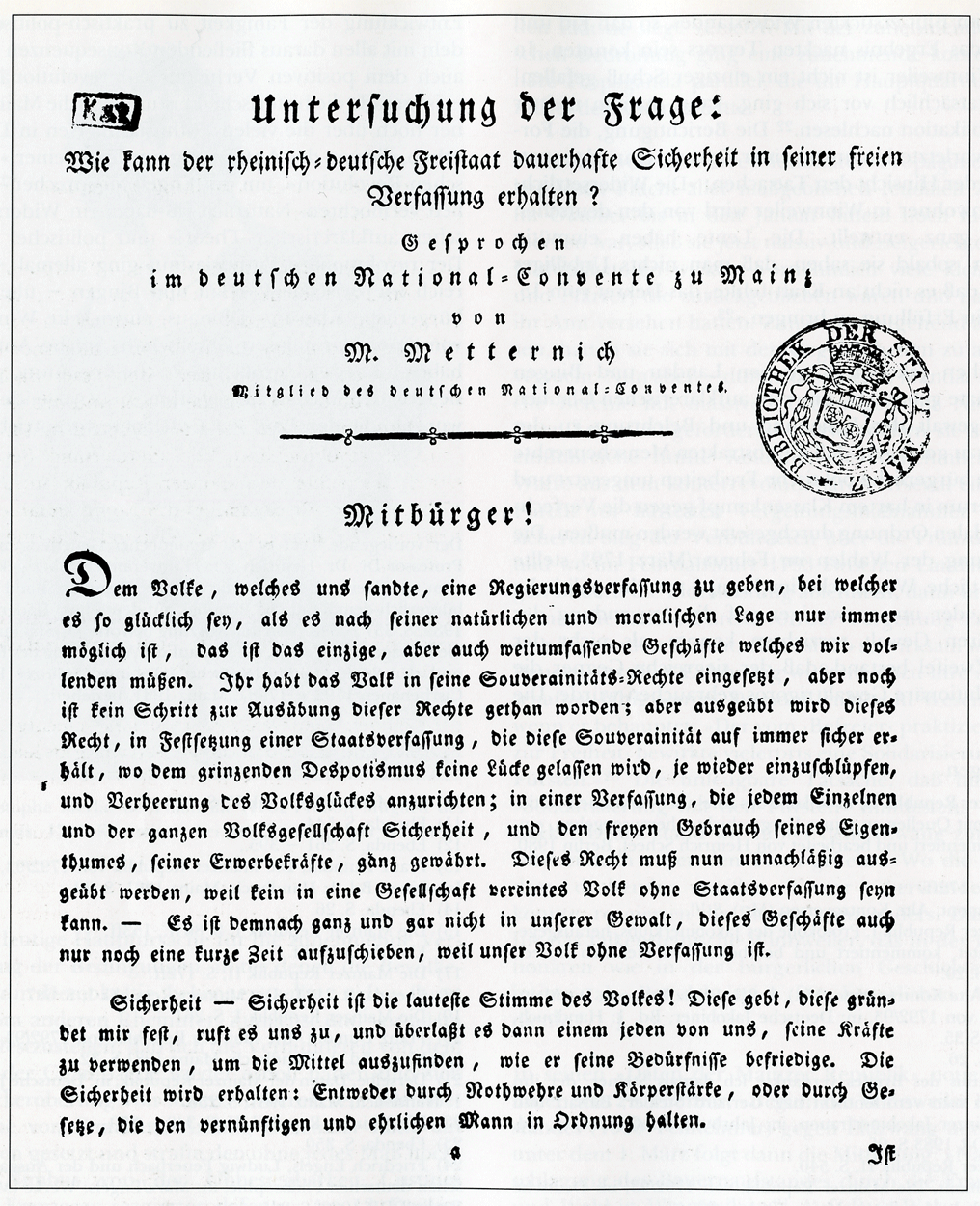
Rede Metternichs, gehalten vor dem Rheinisch-Deutschen Nationalkonvent

Mathias Metternichs politische Rolle in der Endzeit der kurfürstlichen Ära sowie während und nach der Mainzer Republik wird im Allgemeinen als sehr bedeutend erachtet. Er gilt, zusammen mit dem eng befreundeten Georg von Wedekind, als „Jakobiner der ersten Stunde“ in Mainz. Durch seine einfache Herkunft und seinen Aufstieg in die gehobene bildungsbürgerliche Schicht als Wissenschaftler und Intellektueller wird ihm eine wichtige Rolle bei der Vermittlung des revolutionären Wissens an die einfache Bevölkerung zuerkannt. Mario Keller, der Hauptbiograph Metternichs, weist ihm eine wichtige Rolle bei der Ende des 18. Jahrhunderts einsetzenden „Emanzipation der bäuerlich-plebejischen Schichten“ zu. Metternichs Handeln sei dabei aber nicht spontan unter dem Eindruck der revolutionären Ereignisse erfolgt, sondern gemäß einem bereits vorher entstandenen Konzept. Keller sieht dabei den Ursprung von Metternichs sozialem Handeln in seiner Herkunft begründet. Aufgrund der gehobenen sozialen Stellung seines Vaters in der Dorfgemeinschaft habe er bereits frühzeitig ein entsprechendes Bewusstsein für die Belange des einfachen Volks entwickelt. Durch seine später erworbene Bildung fühlte sich Metternich der „Vermittlung autonomer politischer Handlungsfähigkeit“ an diese Bevölkerungsschicht verpflichtet, wobei das aufklärerische Erziehungsideal im Vordergrund stand.
Eine Vielzahl von Metternichs eigenen Reden, aber auch die anderer bedeutender Jakobiner, wurde umgehend nach ihrer Abhaltung, beispielsweise vor dem Jakobinerklub, gedruckt. Als Flugblätter wurden sie teils verkauft, teils kostenlos weitergegeben oder in Wirtshäusern öffentlich vorgelesen. Damit zirkulierten über 100 Flugblätter und -schriften alleine 1792/93 in effizienter Weise unter dem Volk, das zudem noch die Auswahl zwischen bis zu sieben verschiedenen revolutionären Zeitungen hatte. Der von Metternich herausgegebene Bürgerfreund war eine dieser Zeitungen. Ihr wird vor allem bescheinigt, dass sie mit beim einfachen Volk „populärer sprachlicher Gestaltung“ über wichtige Aspekte der Französischen Revolution informierte, so beispielsweise in ihrer ersten Ausgabe über die Menschenrechtsartikel. Metternich arbeitete dabei oft mit dem Stilmittel von fiktiven Dialogen, die ihm am ehesten geeignet schienen, komplexe politische Sachverhalte wie beispielsweise seine Vorstellung des Gleichheitsprinzips einfach darzulegen.

## Veröffentlichungen von Mathias Metternich (Auswahl)
- Gründliche Anweisung zur Rechenkunst für Anfänger in öffentlichen Schulen. Neue ganz umgearbeitete Auflage. 1783 (Mainz & Frankfurt)
- Mathias Metternich erläutert die Lehre von der Verhältniss des Kreises zum Durchmesser. 1786 (Andreä, Frankfurt am Main)
- Von dem Widerstande der Reibung 1789
- Anfangsgründe der Geometrie und Trigonometrie: zum Gebrauch für Anfänger bei dem Unterrichte 1789
- Herausgeber der Zeitschrift Der Bürgerfreund 1792–1793 (Mainz)
- Untersuchung der Frage: Wie kann der rheinisch-deutsche Freistaat dauerhafte Sicherheit in seiner freien Verfassung erhalten? gesprochen im deutschen National-Convente zu Mainz. 1793 (Mainz)
- Etwas über das Etwas des Dr. Gottlob Teutsch an den Verfasser des mainzischen Bürgerfreundes über die mainzische Konstitution. – von einem Bürger auf dem Lande. 1792 (mutmaßlicher Verfasser Metternich)
- Der Aristokrat in der Klemme: ein Lustspiel in zwei Aufzügen, nach dem Französischen frei bearbeitet. 1792 (Mainz)
- Etwas über die Klubbs und Klubbisten in Teutschland, und was dabei Rechtens ist. 1793.
- Der Aristokrat auf Seichtheiten und Lügen ertappt: eine Widerlegung der Schrift unter dem Titel: Über die Verfassung von Mainz oder Vergleich des alten und neuen Mainz. 1793
- Gründliche Rechenkunst in Dezimalbrüchen und andern Zahlen: zum vorzüglichen Gebrauch bei den neuen Maßen und Gewichten 1808
- Die reine und angewandte Zahlenlehre für Lehrer und Lernende. 1813 (Neue Gelehrten Buchhandlung, Coblenz & Hadamar)
- Vollständige Theorie der Parallellinien. Nebst einem Anhang, in welchem der erste Grundsatz, zur Technik der geraden Linien angegeben wird. 1815 (Mainz, Selbstverlag, Kupferberg in Kommission)
- Anfangsgründe der Algebra. Aus dem Französischen, nach der 7. Auflage, übersetzt und mit erl. Anmerkungen und Zusätzen vermerkt von Matthias Metternich. Nebst einem Anhang. 2. Auflage 1820 (Mainz, Kupferberg) – Übersetzung von Sylvestre Francois Lacroix' Werk: Élements d'algèbre.
- Geometrische Abhandlungen über die Theilung des Dreyeckes, durch drey Linien nach bestimmten Richtungen, die sich in einem einzigen Punkte schneiden; und über verschiedene Verwandlungen der Vierecke. Rein-synthetisch, dann auch analytisch, und umgekehrt, entwickelt. Mit 2 Figuren-Tafeln. 1821 (Mainz, Kupferberg)
- Vollständige Theorie der Parallellinien, oder: geometrischer Beweis des elften Euklidischen Grundsatzes. 2., umgearbeitete Auflage 1822 (Mainz, Kupferberg in Kommission)